# Sandrine Holt

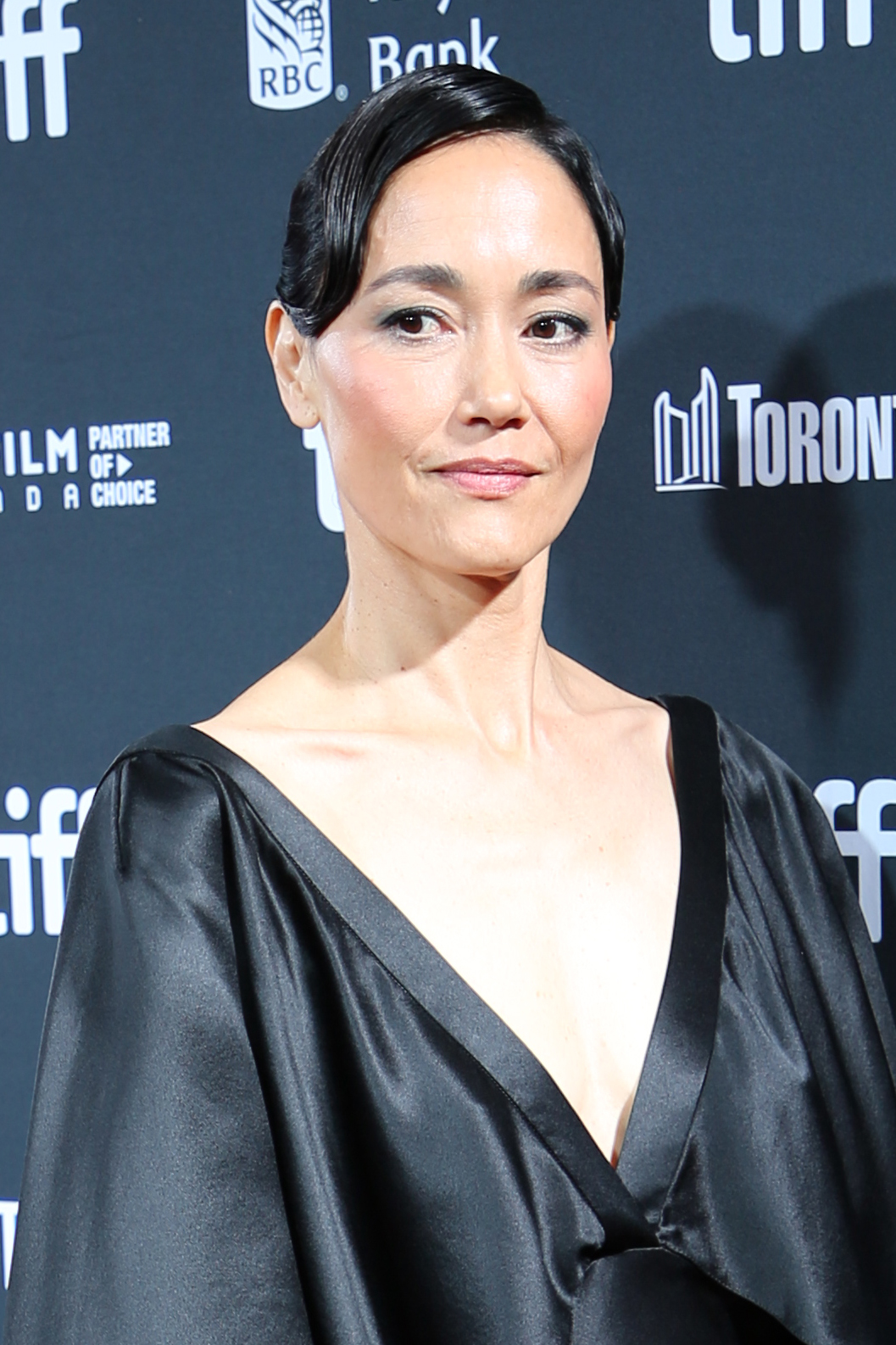
Sandrine Holt

Sandrine Holt (* 19. November 1972 in London als Sandrine Ho; chinesisch 何家蓓, Pinyin Hé Jiābèi) ist eine kanadische Schauspielerin.

## Leben
Sandrine Holts Mutter hat französische Wurzeln, ihr Vater ist chinesischer Herkunft. Als sie fünf Jahre alt war, zog ihre Familie nach Toronto (Kanada). Hier besuchte sie die St. Joseph’s Morrow Park High School in Willowdale und arbeitete im Alter von dreizehn Jahren als Model in Paris, bevor sie mit der Schauspielerei begann.
Sie besuchte während ihrer Schulzeit Filmvorlesungen und später Schauspielkurse in Los Angeles und New York. Zu ihren künstlerischen Vorbildern gehören Maggie Cheung, Frances McDormand, Emily Watson und Kate Winslet.
Sandrine Holt spricht fließend Französisch und war mit dem Musikproduzenten Travis Huff verheiratet, von dem sie geschieden ist. Sie lebt mit ihrer Tochter im Stadtviertel Silver Lake in Los Angeles und lernt Hochchinesisch.

## Künstlerischer Werdegang
Ihre erste Fernsehrolle erhielt Sandrine Holt im Alter von 17 Jahren, ihr Filmdebüt feierte sie zwei Jahre später (1991) im Spielfilm Black Robe – Am Fluß der Irokesen von Bruce Beresford, nach dem gleichnamigen Roman von Brian Moore, in dem sie die weibliche Hauptrolle einer Algonkin-Indianerin mimte. Ihre darstellerische Leistung zog die Aufmerksamkeit von Kevin Costner und Kevin Reynolds auf sich, die sie 1994 für ihre erste Hauptrolle in einer Hollywood-Produktion – Rapa Nui (1994) mit Jason Scott Lee und Cliff Curtis (Whale Rider) – besetzten.
In nachfolgenden Spielfilmen spielte sie wiederholt vergleichbare Rollen, wie in Die Unfassbaren (Once a Thief) und dem gleichnamigen Serienableger von John Woo, als Pocahontas in Pocahontas – Die Legende (1995), dem Episodenfilm 1999 und in Resident Evil: Apocalypse. „Les rôles secondaires sont habituellement américain africain, asiatique ou hispanique. Parfois vous sentez que vous êtes un jeton parmi ceux qui meurent en premier [lacht]“, erläutert die Künstlerin in einem Interview. Auf Anraten ihres Agenten änderte sie ihren Geburtsnamen Ho in Holt, damit sie bei Filmprojekten nicht vorwiegend für ethnisch-zentrierte Rollen besetzt würde.
Ihre schauspielerische Vielseitigkeit verhalf ihr zu einer größeren Zahl profilierter Rollen, insbesondere auch in kanadischen Independentfilmen: So beispielsweise im Charakter der Poppy Twelvetrees in Bruce McDonalds Tanz mit einem Mörder (Dance Me Outside), der seine Erstaufführung am Toronto Film Festival 1994 feierte. Zusammen mit David Bowie und Harvey Keitel glänzte sie 1998 in Il Mio West (Gunslinger's Revenge). Weitere Independentprojekte sind Loving Jezebel und Century Hotel (Premiere am Toronto International Film Festival 2001) von David Weaver. Holts nachfolgende internationale Produktionen waren 1999 mit Jennifer Garner und Amanda Peet und im Jahr 2002 der Thriller Ballistic mit Antonio Banderas und Lucy Liu. Im darauf folgenden Jahr wirkte sie in der romantischen Komödie Happy Hour mit Eric Stoltz und Anthony LaPaglia sowie im kommerziell erfolgreichen Actionfilm Resident Evil: Apocalypse (2004) mit.
Ihre erste wiederkehrende Rolle in einer Fernsehserie spielte Sandrine Holt von 1996 bis 1998 in Die Unfassbaren (Once a Thief). „Zum ersten Mal in meiner Karriere spiele ich eine Rolle, die nicht dem stereotypen Bild einer Frau asiatischer Herkunft entspricht […] Am meisten Spaß machen mir die Action-Szenen, da kann ich so richtig aus mir herausgehen,“ kommentiert sie ihren Charakter der Ermittlerin Li Ann Tsei. Es folgten Gastrollen unter anderem in fünf Folgen von Las Vegas (2005) und ein Jahr später in der fünften Staffel von 24 (10 Folgen) als Evelyn Martin.
Seit 2007 hat Sandrine Holt Gastauftritte als Catherine Rothberg in der Showtime-Erfolgsserie The L Word – Wenn Frauen Frauen lieben und spielte in der BBC-Miniserie Burn up (2008), die sich kritisch mit den Themen Klimawandel und Ölfördermaximum auseinandersetzt.

## Filmografie
- 1989: Erben des Fluchs (Friday the 13th, Fernsehserie, Folge 2x24)
- 1991: Black Robe – Am Fluß der Irokesen (Black Robe)
- 1994: Tanz mit einem Mörder (Dance Me Outside)
- 1994: Rapa Nui – Rebellion im Paradies (Rapa Nui)
- 1994: Rapa Nui: Legends in Stone (Dokumentarfilm)
- 1995: Pocahontas – Die Legende (Pocahontas: The Legend)
- 1995: Aventures dans le Grand Nord (Fernsehserie, Folge 1x06)
- 1996: John Woo's The Thief (John Woo's Once A Thief)
- 1996: Poltergeist – Die unheimliche Macht (Poltergeist: The Legacy, Fernsehserie, Folge 1x01)
- 1996–1998: Die Unfassbaren (Once a Thief, Fernsehserie, 23 Folgen)
- 1997: New York Undercover (Fernsehserie, 2 Folgen)
- 1997: Two (Fernsehserie, Folge 1x22)
- 1997: Outer Limits – Die unbekannte Dimension (The Outer Limits, Fernsehserie, Folge 3x04)
- 1998: Airtime
- 1998: Bronx County (Fernsehfilm)
- 1998: 1999
- 1998: My West (Il mio West)
- 1999: Loving Jezebel
- 2000: Fast Food Fast Women
- 2001: Earth Angels (Fernsehfilm)
- 2001: Mission
- 2001: Witchblade – Die Waffe der Götter (Witchblade, Fernsehserie, 2 Folgen)
- 2001: Century Hotel
- 2002: Ballistic (Ballistic: Ecks vs. Sever)
- 2002: Mutant X (Fernsehserie, Folge 2x05)
- 2003: Happy Hour
- 2004: Starship Troopers 2: Held der Föderation (Starship Troopers 2: Hero of the Federation, Direct-to-Video)
- 2004: Inside the Federation (Dokumentation zu Starship Troopers 2, DVD)
- 2004: Resident Evil: Apocalypse
- 2004: Mr. Jones: Driv
- 2005: See des Grauens (Sam’s Lake)
- 2005: CSI: Miami (Fernsehserie, Folge 3x19)
- 2005: Las Vegas (Fernsehserie, 3 Folgen)
- 2005: Emergency Room – Die Notaufnahme (ER, Fernsehserie, Folge 12x02)
- 2006: Sam's Lake
- 2006: 24 (Fernsehserie, 10 Folgen)
- 2006: Runaway (Fernsehserie, 5 Folgen)
- 2007: The Dark Room (Fernsehfilm)
- 2007: Fire Serpent
- 2007: The L Word – Wenn Frauen Frauen lieben (The L Word, Fernsehserie, 5 Folgen)
- 2008: Burn Up (Miniserie, 2 Folgen)
- 2009: Das Phantom (The Phantom)
- 2010: The Mentalist (Fernsehserie, Folge 2x14)
- 2011: Faces in the Crowd
- 2012: Underworld: Awakening
- 2013: Beziehungsweise New York (Casse-tête chinois)
- 2013–2014: House of Cards (Fernsehserie, 10 Folgen)
- 2013–2014: Hostages (Fernsehserie, 15 Folgen)
- 2015: Terminator: Genisys
- 2015: The Returned (Fernsehserie, 10 Folgen)
- 2015: Fear the Walking Dead (Fernsehserie, 3 Folgen)
- 2015: Air
- 2016: Damien (Fernsehserie, 2 Folgen)
- 2016: The Art of More – Tödliche Gier (The Art of More, Fernsehserie, 8 Folgen)
- 2016: Blindspot (Fernsehserie, Folge 1x16)
- 2016–2017: MacGyver (Fernsehserie, 12 Folgen)
- 2016–2018: Law & Order: Special Victims Unit (Fernsehserie, 4 Folgen)
- 2017: Love (Fernsehserie, Folge 2x05)
- 2018: Akte X – Die unheimlichen Fälle des FBI (The X-Files, Fernsehserie, Folge 11x02)
- 2018: Homeland (Fernsehserie, 8 Folgen)
- 2018: The Crossing (Fernsehserie, 5 Folgen)
- 2018: Sorry for Your Loss
- 2019: FBI (Fernsehserie, Folge 1x17)
- 2020–2021: The Expanse (Fernsehserie, 7 Folgen)
- 2021: Navy CIS: L.A. (NCIS: Los Angeles, Fernsehserie, Folge 13x05)
- 2022: The Aviary
- 2022: Better Call Saul (Fernsehserie, 3 Folgen)
- 2022: American Gigolo (Fernsehserie, 4 Folgen)
- 2023: Mayor of Kingstown (Fernsehserie, 2 Folgen)
- 2023–2024: Beacon 23 (Fernsehserie, 2 Folgen)
- 2024: The Shrouds
- 2025: Your Friends and Neighbors (Fernsehserie, 3 Folgen)

## Auszeichnungen
- 1991: Genie Award, Nominierung für Black Robe als beste Nebendarstellerin (Best Performance by an Actress in a Supporting Role).